# Список Героев Советского Союза (Омская область)

Список Героев Советского Союза Омской области — перечень лиц, удостоенных высшей степени отличия в СССР (1934—1991), родившихся и (или) живших на территории современной Омской области.
Хронологически следующий список — Список Героев России (Омская область)

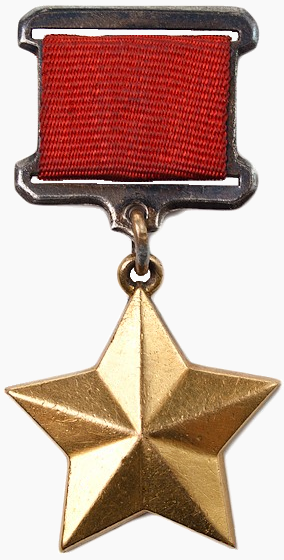
Медаль «Золотая Звезда» — вручалась Героям Советского Союза

## А
- Авдеев, Тимофей Петрович
- Аксёнов, Константин Филиппович
- Алтунин, Александр Терентьевич
- Анисов, Владимир Фомич

## Б
- Бенеш, Николай Алексеевич
- Берников, Михаил Михайлович
- Бударин, Николай Петрович
- Быстров, Николай Игнатьевич

## В
- Васев, Михаил Александрович
- Васильев, Василий Иванович
- Виноградов, Николай Константинович
- Воробьёв, Николай Павлович
- Воронков, Иван Яковлевич

## Г
- Гапоненко, Даниил Васильевич
- Глушков, Иван Васильевич
- Голоскоков, Владимир Алексеевич
- Горбунов, Владимир Иванович
- Городничев, Николай Павлович
- Горячёв, Владимир Петрович
- Григорьев, Виктор Антонович
- Гуртьев, Леонтий Николаевич

## Д
- Даутов, Искандер Садыкович
- Дементьев, Иван Павлович
- Дмитриев, Алексей Петрович
- Давыдов, Андрей Яковлевич
- Доев, Давид Тебоевич
- Долина, Мария Ивановна
- Душак, Николай Григорьевич

## Е
- Евстафьев, Николай Александрович
- Ерёмин, Александр Семёнович
- Ермак, Павел Ильич
- Ермолаев, Сергей Ильич

## Ж
- Желтоплясов, Иван Фёдорович
- Жилин, Василий Иванович

## З
- Завертяев, Вениамин Анисимович
- Закоркин, Николай Степанович
- Захаров, Иван Константинович
- Земцов, Николай Андреевич
- Зенков, Николай Емельянович
- Зинченко, Алексей Родионович
- Золотарёв, Семён Павлович
- Зубарев, Александр Фёдорович
- Зубов, Леонид Дмитриевич

## И
- Иванов, Степан Дмитриевич
- Иванишко, Фёдор Яковлевич
- Иванчиков, Сергей Кузьмич
- Ильичёв, Пётр Иванович
- Ионин, Григорий Петрович
- Исаев, Сергей Николаевич

## К
- Калинин, Гавриил Григорьевич
- Карбышев, Дмитрий Михайлович
- Катышев, Борис Михайлович
- Каюкин, Михаил Иванович
- Кибаль, Иван Андреевич
- Киселёв, Геннадий Семёнович
- Киреев, Алексей Иванович
- Клыпин, Николай Якимович
- Колбунов, Владимир Акимович
- Кольцов, Павел Фёдорович
- Комаров, Александр Николаевич
- Косенков, Пётр Георгиевич
- Косяков, Михаил Александрович
- Кравченко, Николай Васильевич
- Краснояров, Клавдий Карпович
- Кропотов, Михаил Васильевич
- Крылов, Фёдор Гаврилович
- Кузнецов, Николай Васильевич
- Кузнецов, Пётр Нифонтович
- Кузьмин, Михаил Михайлович
- Курасанов, Пётр Семёнович
- Курзенков, Сергей Георгиевич
- Кучерявенко, Михаил Иванович
- Кучумов, Павел Васильевич
- Куцевалов, Тимофей Фёдорович

## Л
- Ландик, Иван Иванович
- Лаптев, Михаил Яковлевич
- Лёвушкин, Василий Николаевич
- Лебедев, Алексей Фёдорович
- Ледовский, Иван Григорьевич
- Лекарев, Филипп Андреевич
- Леонов, Михаил Иванович
- Лисин, Иван Павлович
- Лозоренко, Борис Иванович
- Лукашов, Николай Николаевич

## М
- Макаров, Михаил Афанасьевич
- Малиновский, Михаил Елисеевич
- Марков, Анатолий Сергеевич
- Марковцев, Степан Харитонович
- Микуцкий, Борис Антонович
- Миронов, Вениамин Борисович
- Молодов, Герман Алексеевич
- Морозов Пётр Иванович
- Мыза, Владимир Иванович

## Н
- Назаренко, Александр Константинович
- Насардинов, Гафар Назарович
- Неклюдов, Валентин Леонидович
- Нетёсов, Василий Ульянович
- Неупокоев, Владимир Александрович
- Никандров, Александр Михайлович
- Норышев, Михаил Матвеевич

## О
- Осминин, Пётр Ермолаевич

## П
- Папышев, Иван Петрович
- Папель, Арнольд Оскарович
- Перелёт, Алексей Дмитриевич
- Петухов, Алексей Сафронович
- Проскуряков, Иван Герасимович
- Плюснин, Николай Васильевич
- Поляков, Василий Васильевич
- Пономаренко, Иван Самсонович

## Р
- Разин, Виктор Ефимович
- Распопова, Нина Максимовна
- Рогов, Николай Иванович
- Романенко, Алексей Федосеевич
- Рыбак, Михаил Иванович

## С
- Савиных, Николай Николаевич
- Санников, Степан Григорьевич
- Светецкий, Григорий Григорьевич
- Селиванов, Евграф Иосифович
- Сигов, Василий Иванович
- Ситников, Алексей Михайлович
- Сметнёв, Яков Михайлович
- Смирнов, Николай Андреевич
- Стариковский, Александр Степанович
- Стенников, Афанасий Фёдорович
- Стрельников, Иван Иванович
- Сухоручкин, Иван Иванович
- Сушанов, Николай Тимофеевич

## Т
- Тварковский, Юрий Владимирович
- Ткаченко, Илья Иванович
- Товстухо, Василий Иванович
- Турчин, Николай Николаевич
- Тытарь, Владимир Маркович
- Тюрин, Иван Григорьевич

## У
- Ус, Виктор Георгиевич
- Узу, Владимир Михайлович
- Улыбин, Иван Константинович
- Унжаков, Алексей Филиппович

## Ф
- Фролов, Андрей Дмитриевич

## Х
- Харчиков, Михаил Борисович
- Хахерин, Илья Кириллович
- Худенко, Николай Владимирович

## Ц
- Цуканова, Мария Никитична
- Цибенко, Григорий Фёдорович

## Ч
- Чернов, Григорий Иванович
- Чижов, Василий Пахомович

## Ш
- Шакуров, Яков Савельевич
- Шаронов, Борис Григорьевич
- Шохин, Николай Михайлович
- Шпигунов, Иван Михайлович
- Шулепов, Геннадий Александрович

## Щ
- Щербанёв, Тимофей Карпович